# 中村まこと
中村 まこと （なかむら まこと、1963年3月16日 - ）は、日本の俳優、声優。所属事務所はゴーチ・ブラザーズ。
劇団「猫のホテル」メンバー。「阿佐ヶ谷スパイダース」のメンバーでもある。

## 人物
劇団「猫のホテル」の創設メンバーのひとりで現在も所属。役者、舞台美術、舞台監督を担当。
祖父が画家であり、自身も絵描きを志したことがあったため、犬川ヒロの名で劇団の宣伝イラストなども手掛ける。
猫のホテルの活動以外では市川しんぺーとフォークデュオ「罪と罰」を結成し、ギターとボーカルを担当。
2017年、「阿佐ヶ谷スパイダース」に加入。
2018年からテレビアニメ『おしりたんてい』シリーズに声優として主にこいまゆけいじ役でレギュラー出演しているほか、2020年からドラマ『岸辺露伴は動かない』シリーズに出演している。

## 出演

### テレビドラマ
- ちゅらさん（2001年、NHK総合） - 安藤正男 役
- ファンタズマ〜呪いの館〜 EPISODE 2「いつも一緒」（2004年、テレビ東京） - マスター 役[11]
- ケータイ刑事 銭形雷（2006年、BS-i）[12]
- おいしい殺し方－A Delicious Way to Kill－（2006年、BSフジ） - 常住 役[13]
- 医龍2 第10話（2007年12月13日、フジテレビ）[14]
- 鉄道むすめ 第3話・4話（2008年10月24日・31日、テレビ神奈川） - 安部靖之 役[15] [16]
- 星新一ショートショート「桃源郷」「椅子」「ある夜の物語」（2008年10月27日、NHK総合）[17]
- クラシックミステリー 名曲探偵アマデウス 「サティ“３つのジムノペディ”～音楽の神は街角に微笑む？」（2008年11月22日、NHK BSプレミアム）[18]
- ゴッドハンド輝 最終話（2009年5月16日、TBS） - 医師 役[19]
- シューシャインボーイ（2010年3月24日、テレビ東京）[20]
- モテキ 第8話（2010年、テレビ東京）[21]
- ジョーカー 許されざる捜査官 第2話（2010年7月20日、フジテレビ） - 高原悟 役[22][23]
- 11人もいる！ 第1・2・6・8話（2011年10月 - 12月、テレビ朝日） - 釜田 役[24][25]
- カエルの王女さま 第10話（2012年、フジテレビ）[26]
- ATARU 第11話（2012年、TBS）[27]
- ゴーイング マイ ホーム 第10話（2012年、フジテレビ）[28]
- よろず占い処 陰陽屋へようこそ 第10話（2013年12月10日、関西テレビ）[29]
- 警部補 矢部謙三2 第2話（2013年7月12日、テレビ朝日） - 小林理容所店主 役[30]
- HERO 第5話（2014年、フジテレビ）[31]
- 神谷玄次郎捕物控2 第4話（2015年、 NHK BSプレミアム）[32]
- 一番電車が走った（2015年8月10日、NHK総合）[33]
- 予兆 散歩する侵略者（2017年9月 - 10月、WOWOW） - 粕谷 役[34]
- 平成ばしる（2018年12月29日、テレビ朝日） - 毛利稜 役[35]
- スキャンダル専門弁護士 QUEEN 第3・5・9話（2019年、フジテレビ）[36]
- 特捜9 season2 第5話（2019年5月8日、テレビ朝日） - 間野敦郎 役[37][38]
- 大河ドラマ『いだてん〜東京オリムピック噺〜』第5話（2019年5月、NHK総合）[39]
- 木曜ドラマ『サイン-法医学者 柚木貴志の事件-』（2019年8月、テレビ朝日）- 中園陽一 役[40]
- グランメゾン東京 第8話（2019年、TBS）[41]
- エ・キ・ス・ト・ラ!!! 第6話（2020年2月10日、関西テレビ） - 宝田章宏 役[42]
- 伝説のお母さん（2020年2月、NHK総合）[43]
- 岸辺露伴は動かない（NHK総合）
  - 第1話（2020年12月28日） - 泥棒A 役[44]
  - 第4話（2021年12月27日） - 不動産屋 役[44]
  - 第7話（2022年12月26日） - 広告マン 役[44]
  - 第9話（2024年5月10日） - 男A 役[45]
- にんげんこわい 第1話「心眼」（2022年2月6日、WOWOW） - 旦那 役[46]
- 日曜劇場 オールドルーキー（2022年、TBS） - 小野コーチ 役[47]
- 拾われた男 第3話（2022年7月、NHK BSプレミアム）[48]
- しょうもない僕らの恋愛論 第8話（2023年3月9日、日本テレビ） - 松山典之 役[49]
- リトライ、青春！（2024年8月25日、TOKYO MX） - 校長先生 役[50][51]
- 風のふく島 第10話（2025年3月15日、テレビ東京） - 宮原聡志 役[52]
- 25時、赤坂で Season2（2025年10月2日〈予定〉 - 、テレビ東京） - 青山慶一郎 役[53]

### テレビ番組
- 演劇人は、夜な夜な、下北の街で呑み明かす… 第十二夜（2017年5月17日・24日、BSスカパー！）[54]

### 映画
- 毒婦マチルダ（1999年） - 優しいおじさん 役[55]
- NANA2（2006年）[56]
- 泣きたいときのクスリ（2008年）[57]
- 走り屋ZERO II（2009年）[58]
- ヴィヨンの妻 〜桜桃とタンポポ〜（2009年）[59]
- いぬのえいが（2010年）[60]
- はやぶさ/HAYABUSA（2011年）[61]
- ロマンス（2015年）[62]
- 私たちのハァハァ（2015年）[63]
- 海よりもまだ深く（2016年）[64]
- 堕ちる（2016年） - 耕平 役[3][65]
- ハーベスト！（2016年）[66]
- 晴樹のサンダルが脱げそう（2016年）[67]
- ねえこの凹にハマる音をちょうだい（2016年）[68]
- 三度目の殺人（2017年）[69]
- あゝ、荒野 前篇・後篇（2017年）[70][71]
- AWAKE（2020年） - 清田英作 役[72]
- 恋い焦れ歌え（2022年）[73]
- 手（2022年）[74]
- そばかす（2022年）[75]
- 岸辺露伴 ルーヴルへ行く（2023年） - 骨董屋A 役[44][76]
- よっす、おまたせ、じゃあまたね。（2023年）[77]

### テレビアニメ
- おしりたんてい（2018年 - 、こいまゆけいじ、つばめぐみ親方、おおやちあき）

### 劇場アニメ
- 映画『おしりたんてい』シリーズ（こいまゆけいじ）
  - 映画 おしりたんてい カレーなる じけん（2019年4月26日）
  - 映画 おしりたんてい テントウムシいせきの なぞ（2020年8月14日）
  - 映画 おしりたんてい スフーレ島のひみつ（2021年8月13日）
  - 映画おしりたんてい シリアーティ（2022年3月18日）[78]
  - 映画おしりたんてい さらば愛しき相棒（おしり）よ（2024年3月20日）[79]
  - 映画おしりたんてい スター・アンド・ムーン（2025年3月20日）[80]

### 舞台
- 2000年
- 猫のホテル『ヨコワケでいこう〜いっかいこっきり〜』（1997年3月）
- ¡OJO!『オッホの時刻と気分』（1997年3月）
- 双数姉妹 神無きフタリの霊歌（）（2000年8月）
- 猫のホテル『苦労人』（2000年9月）

2001年
- 猫のホテル『負』（2月）
- ゴスペラーズ坂ツアー2001 アカペラ街（4月） - おじさん（まこと）役
- 猫のホテル『イメチェン』（7月）
- KERA MAP『暗い冒険』（8月 - 9月）
- 阿佐ヶ谷スパイダース『日本の女』（11月 - 12月）

2002年
- 猫のホテル『愛してる。いや言わんでいい』（1月 - 2月）
- 猫のホテル『キャノンボール★ハイ』（7月）
- ビルの中味（10月）
- ナイロン100℃『東京のSF』（12月）
- 猫のホテル『起きてる者はいないのか！（12月 - 2003年1月）

2003年
- ゴスペラーズ坂ツアー2003 アカペラ港（2003年2月）
- 阿佐ヶ谷スパイダース『みつばち』（2003年6月） - 十兵衛 役
- 猫のホテル『裏日本』（2003年10月 - 11月）

2004年
- 阿佐ヶ谷スパイダース『はたらくおとこ』（2004年4月 - 5月） - 茅ヶ崎 役

2005年
- 猫のホテル『土色の恋情』（1月） - 岩間隆 / 堺秀次 役
- シスカンパニープロデュース 『エドモンド』（2005年）
- 猫のホテル『ウソツキー』（10月 - 11月）
- NODA・MAP『贋作・罪と罰』（12月 - 2006年2月） - 聞太左衛門 役

2006年
- 猫のホテル『電界』（8月） - 山際 役
- NODA・MAP『ロープ』（12月 - 2007年1月）

2007年
- 猫のホテル『苦労人』（4月） - 山城のごん /さくぞう 役 他
- 阿佐ヶ谷スパイダース『少女とガソリン』（6月 - 7月） - 玉島耕蔵 役
- 劇団鹿殺し『殺 ROCK ME！』（9月） - エロド王・ギターの四門吉 役

2008年
- ミュージカル『ファントム』（1月）
- モッカモッカコントライブ「I WANT YOU I WANT YOU」（2月 - 3月）
- パルコプロデュース『SISTERS』（2008年7月 - 8月） - 三田村優治 役
- 冬の絵空（12月 - 2009年2月） - 浅野内匠頭長矩 / 心中男 / 芸者 役

2009年
- 江戸の青空（5月 - 6月）
- フロスト/ニクソン（11月）

2010年
- モッカモッカ『泳ぐから荷物みといて』（3月）
- る・ぱる『高橋さんの作り方』（5月）
- ミュージカル『ファントム』（11月 - 12月）

2011年
- 戯伝 写楽その男、十郎兵衛（3月）
- キラリふじみ『あなた自身のためのレッスン』（10月）
- 阿佐ヶ谷スパイダース『荒野に立つ』（7月 - 8月）
- ヨーロッパ企画 presents 加藤啓アワー『私、光ってなかった？』（10月）

2012年
- こまつ座『十一ぴきのネコ』（1月） - 穏健温和仏のにゃん次 役
- 劇団500歳の会『いつか見た男達～ジェネシス～』（7月 - 8月）
- 猫のホテル『峠越えのチャンピオン』（11月）

2013年
- 猫のホテル『あの女』（2月 - 3月）
- あかいくらやみ～天狗党幻譚～（5月）
- 葛河思潮社『冒した者』（9月） - 株屋の若宮 役
- 猫のホテル『アバエスク』（12月）

2014年
- ブエノスアイレス午前零時（11月 - 12月）
- 戯曲リーディング 時代を築いた作家たち2 ウージェーヌ・イヨネスコ（5月）
- 神なき国の騎士―あるいは、何がドン・キホーテにそうさせたのか？（3月） - サンチョ・パンサ 役
- 猫のホテル『愛さずにはいられない』（7月）

2015年
- ウィンズロウ・ボーイ（4月） - サー・ロバート・モートン 役
- 男子！レッツラゴン（7月） - おやじ役
- 猫のホテル『高学歴娼婦と一行のボードレール』（12月）
- こまつ座 第112回公演『十一ぴきのネコ』（10月） - 穏健温和仏のにゃん次 役
- 漂流劇 ひょっこりひょうたん島（12月 - 2016年2月） - 海賊 役

2016年
- イキウメ『太陽』（5月 - 6月） - 生田草一 役
- 猫のホテル 『苦労人』（7月）
- 阿佐ヶ谷スパイダース『はたらくおとこ』（11月 - 12月） - 茅ヶ崎 役

2017年
- K.テンペスト2017（2月 - 3月）
- 俺節（5月 - 6月） - 戌亥辰巳 / 金村 役
- 朗読「東京」第五回「たまらん坂」（8月）
- 劇団☆新感線『髑髏城の七人 Season月 下弦の月』（11月 - 2018年1月） - 贋鉄斎 役

2018年
- 猫のホテル『秘境温泉名優ストリップ』（4月）
- 阿佐ヶ谷スパイダース『MAKOTO』（8月 - 9月） - 水谷 役
- 光より前に〜夜明けの走者たち〜（11月） - 宝田修治 役

2019年
- こまつ座 第126回公演『イーハトーボの劇列車』（2月 - 3月） - 人買いの神野仁吉 / 前田六郎 役
- 奇子（7月） - 山崎（親戚の医師）
- 阿佐ヶ谷スパイダース『桜姫』（9月） - 岩井清玄 役

2020年
- ウエスト・サイド・ストーリー Season3（4月 - 5月） - シュランク 役
- ふたり芝居『タンスのゆくえ』（6月） - ナオユキ 役
- STAGE GATE VR シアター vol.1『Defiled-ディファイルド-』（2020年7月）
- YARNS（ヤーンズ）（10月 - 11月） - 精神科医ランバシ 役
- オリエント急行殺人事件（2020年12月） - ミシェル 役

2021年
- 猫のホテル 30周年記念本公演『ピンク』（10月）
- 阿佐ヶ谷スパイダース『老いと建築』（11月 - 12月） - あなた 役

2022年
- 腹黒弁天町（2月） - 権田原校長 役
- 加藤啓アワー『オレ、産まれたぞ！』（3月）
- くちびるの会 第7弾『老獣のおたけび』（9月） - 象になった父 役
- 劇団600歳の会『迷惑な季節〜おそらく諦めきれない数々のわたし達〜』（12月）

2023年
- ブレイキング・ザ・コード（4月） - ジョン・スミス 役
- 宇宙よりも遠い場所（5月） - 迎千秋 役
- アメリカの時計（9月） - モウ・ボーム 役
- 阿佐ヶ谷スパイダース『ジャイアンツ』（11月）

2024年
- 欲望という名の電車（2月） - パブロ・ゴンザレス 役
- 音楽劇『A BETTER TOMORROW -男たちの挽歌-』（6月 - 7月） - ディエン 役

2025年
- 舞台『花郎〜ファラン〜』（1月） - ヨンシル 役
- おしりたんていファミリーステージ ナンブーいせきの だいまじん（4月） - こいまゆ 役（声の出演）
- W3 ワンダースリー（6月 - 7月） - ハム・エッグ 役

### ネット配信
- そよ風映像「猫のホテルの 何やりたいんだっけ」（2020年）[180]

### ラジオドラマ
- FMシアター（NHK-FM）
  - 男たちの秘密基地（2000年）[181]
  - 落下傘（2001年）[182]
  - 満天のゴール（2018年）[183]
- 青春アドベンチャー （NHK-FM）
  - しゃばけ（2002年4月）[184]
  - 南の島のティオ（2002年6月）[185]

### CM
- 日本マクドナルド マックホットドッグ（2009年）[186]
- セブン銀行 連続ミニチュアドラマCM 第0会議室（2024年） - 五十嵐 役（声の出演）[187]